# Maison de Grailly
La maison de Grailly, parfois écrite sous les formes Grilly ou Grelier (en latin Greilleis), est une famille subsistante de la noblesse française, attestée dès 1120, originaire de la localité de Grilly située dans le pays de Gex.
La branche de Gascogne obtient les titres de Captal de Buch, puis sur le comté de Foix, la vicomté de Béarn et la principauté d'Andorre (par le mariage) avant d'obtenir en 1479 le royaume de Navarre (par mariage) avec Gaston de Grailly avec l'infante Éléonore, future reine de Navarre.

## Histoire

### Origine
Originaires du village de Grilly (dont on trouve également les formes de Greyli, Greli, Greely, etc.), situé au pays de Gex (dans l'actuel département de l'Ain), dans le comté de Genève, les seigneurs portent la forme Grailly,. Ils sont attestés dans une charte de 1120. La seigneurie de Grilly est dépendante des seigneurs de Prangins (ou Pringins).
Deux chevaliers, Anselme et Humbert, sont mentionnés dans une donation faite à l'abbaye de Bonmont, à Chéserex, dans le canton de Vaud, en 1204.
Le Pays de Gex entre dans le giron des comtes de Savoie en 1353,, cependant la famille se trouve dans l'entourage de la maison de Savoie dès 1281 pour leur possession de Ville-la-Grand et 1295 pour leurs différentes possessions dans le pays de Vaud.

### Implantations en Foix-Béarn
Lorsque le futur comte Pierre de Savoie se rend en Angleterre pour soutenir son neveu le roi Henri III, il est accompagné par de nombreux seigneurs savoyards et du pays de Vaud, parmi eux on retrouve Jean Ier de Grailly. Ce dernier est fait sénéchal de Gascogne par le roi Édouard Ier.
La famille a prospéré en Gascogne et en Guyenne après que Jean Ier de Grailly soit devenu en 1266 sénéchal de Gascogne, province appartenant alors à l'Angleterre, dont les descendants ont joué un rôle distingué en France au Moyen Âge. Parmi eux on compte Jean IV de Grilly, sénéchal de Guyenne, en 1307, pour Édouard, roi d'Angleterre ; Jean V, mari de Blanche de Foix, fille de Gui, comte de Foix, et de Jeanne d'Artois ; Pierre II, captal de Buch, chevalier de l'ordre de la Jarretière, père de Rogère, femme d'Aimeri de la Rochefoucault ; Archambaud, époux d'Isabelle de Foix, etc.

### Extinction
Faute de descendance mâle directe, la plupart de leurs possessions passèrent en 1517 à la maison d'Albret, en la personne du roi Henri II de Navarre. Cependant, une branche cadette de la famille reste dans l'ouest de la France[réf. nécessaire]. Le marquis Henri de Grailly se marie dans les années 1780 avec Anne-Marie de Saint-Dizant (fille du baron Jacques-Barthélémy Michel de Saint-Dizant), qui hérite du château de Panloy (Port-d'Envaux) de sa mère, Marie Sarit De La Chaume. Henri de Grailly fuit en Angleterre pendant la Révolution puis revient en France au début du XIXe siècle, récupérant terres et titres. Les Grailly conservent alors le château et le domaine de Panloy,[source insuffisante].

## Héraldique
| Maison de Grailly | Les armes des seigneurs de Grailly se blasonnent ainsi : D’or, à une croix de sable chargée de cinq coquilles d’argent. Cimier : « Un col d’autruche d’argent » (pour les Grailly, barons de Rolle, selon l'ancien Armorial de Gex) Devise : Qui m’aimera je l’aimerai (devise de Gaston 1er de Foix-Grailly, Captal de Buch). |

La famille Bonivard reprend ce blason. Amédée de Foras indique ainsi dans son Armorial et nobiliaire de l'ancien duché de Savoie que l'« on croit très généralement que les Bonivard ont pris ce blason (...) en achetant le fief de ce nom au pays de Gex ».
| Jean de Grailly (Salles des Croisades) | Les armes de Jean de Grailly figurant aux salles des Croisades, sont : D’argent, à la croix de sable, chargée de cinq coquilles d’argent. |

## Généalogie simplifiée

### Famille genevoise
- Gérard de Grailly (ca 1070-1120/), seigneur de Grilly et de Rolle[11]
  - Jean de Grailly (ca 1100-1150/), seigneur de Grilly et de Rolle[12]
    - Gérard de Grailly (ca 1130-?)
    - Jeannin de Grailly (ca 1130-?), seigneur de Grilly et de Rolle
      - Jean de Grailly (ca 1165-1195), seigneur de Grilly et de Rolle x Rubea d'Astarac
        - Pierre de Grailly (/1195-1255), seigneur de Grilly et de Rolle x Beatrix de Mont
          - Jean Ier de Grailly (1230-ca 1303), seigneur de Grilly, vicomte de Castillon (en 1266)
            - Pierre Ier de Grailly (ca 1260-/1290), vicomte de Benauges et de Castillon x Talèze de Bouville
              - Pierre II de Grailly (1285-1356), vicomte de Benauges et de Castillon voir ci-après

### Branche de Gascogne
- Pierre II de Grailly (1285-1356) × 1) Assalide de Bordeaux, x 2) Éremburge de Périgord
  - (1) Jean II de Grailly (1310-1343), captal de Buch × Blanche de Foix
    - Gaston de Grailly (1329-1347), captal de Buch
    - Jean III de Grailly (1330-1376), captal de Buch, connétable d'Aquitaine × Rose d'Albret

  - (2) Archambaud de Grailly (1330-1412), captal de Buch, comte de Foix x Isabelle de Foix
    - Jean Ier de Foix (1382-1436) x 1) Jeanne de Navarre x 2)  Jeanne d'Albret x 3) Jeanne d'Urgel
      - 2) Gaston IV de Foix (1423-1472) x  Éléonore de Trastamare, reine de Navarre
        - Gaston de Foix (1444-1470), prince de Viane x Madeleine de France
          -  François Fébus (1467-1483), roi de Navarre
          -  Catherine (1468-1517), reine de Navarre x  Jean d'Albret, roi de Navarre
            -  suite des rois de Navarre (maison d'Albret)

        - Pierre de Foix (1449-1490), infant de Navarre, cardinal
        - Jean de Foix (1450-1500), infant de Navarre, vicomte de Narbonne, comte d'Étampes x Marie d'Orléans
          -  Germaine de Foix (1488-1536), reine d'Aragon x 1)  Ferdinand II d'Aragon x 2) Jean de Brandebourg x 3) Ferdinand de Calabre
          - Gaston de Foix (1489-1512), duc de Nemours

        - Marie de Foix (1452-1468), infante de Navarre x Guillaume VIII de Montferrat
        - Jeanne de Foix (1454-1476), infante de Navarre x Jean V d'Armagnac
        - Marguerite de Foix (1458-1486), infante de Navarre x François II de Bretagne
        - Catherine de Foix (1455-1494), infante de Navarre x Gaston II de Foix-Candale
          -  Anne de Foix-Candale (1484-1506), reine de Bohême et de Hongrie x  Vladislas IV Jagellon, roi de Bohême et de Hongrie

        - Jacques de Foix (1470-1508), infant de Navarre, comte de Montfort
          - (illégitime) Frédéric de Foix, seigneur d'Almenêches x Françoise de Silly
            - Jeanne de Foix x Armand de Gontaut, baron de Saint-Geniès

        - (illégitime) Jeanne de Béarn x Jean d'Aure, vicomte d'Aster

      - 2) Pierre de Foix (+ 1454), vicomte de Lautrec x Catherine d'Astarac
        - Jean de Foix (1454-1498), vicomte de Lautrec x Jeanne d'Aydie
          - Odet de Foix (1485-1528), vicomte de Lautrec, maréchal de France x Charlotte d'Albret
            - Gaston de Foix (1521-1541), vicomte de Lautrec
            - Henri de Foix (1523-1541), vicomte de Lautrec
            - François de Foix (1525-1541), vicomte de Lautrec
            - Claude de Foix (1527-1548), vicomtesse de Lautrec x 1) Guy XVII de Laval x 2) Charles de Luxembourg-Martigues

          - Thomas de Foix (1486-1525), seigneur de Lescun, maréchal de France
          - André de Foix (1490-1547), seigneur d'Esparros x Françoise du Bouchet
          - Françoise de Foix (1495-1537) x Jean de Laval-Châteaubriant

    - Gaston Ier de Foix (1383-1455/), captal de Buch x Marguerite d'Albret
      - Jean de Foix-Candale (1410-1485), earl of Kendal x Marguerite Kerdeston
        - Gaston II de Foix-Candale (1448-1500), comte de Candale x 1) Catherine de Foix-Navarre x 2) Isabelle d'Albret
          - 1) Gaston III de Foix-Candale (+ 1536) x Mathe d'Astarac
            - Frédéric de Foix-Candale (+ 1571) x Françoise de la Rochefoucauld
              - Henri de Foix-Candale (+1572) x Marie de Montmorency
                - Marguerite de Foix-Candale (+ 1593) x Jean-Louis de Nogaret de La Valette, duc d'Épernon

              - Diane de Foix-Candale (+ 1587)

            - Christophe de Foix-Candale (+1570), évêque d'Aire
            - François de Foix-Candale (1512-1594), évêque d'Aire

          - 1) Jean de Foix-Candale (1483-1529), archevêque de Bordeaux
          - 1) Pierre de Foix-Candale, baron de Langon x Louise du Pont
          - 1)  Anne de Foix-Candale (1484-1506), reine de Bohême et de Hongrie x  Vladislas IV Jagellon, roi de Bohême et de Hongrie
          - 2) Alain de Foix-Candale, vicomte de Castillon x Françoise de Montpezat
            - Françoise de Foix-Candale x Honorat II de Savoie

          - 2) Amanieu de Foix-Candale (+ 1559), évêque de Mâcon
          - 2) Louise de Foix-Candale x François de Melun

        - Jean de Foix-Candale, comte de Gurson x Anne de Villeneuve
          - Germain-Gaston de Foix-Candale (+1591), comte de Gurson, x Marguerite de Bertrand
            - Louis de Foix-Candale (+1587), x Diane de Foix-Candale
              - postérité masculine éteinte en 1714

          - Françoise de Foix-Candale, x Claude de Savoie, comte de Tende

        - Catherine de Foix-Candale x Charles Ier d'Armagnac
        - Marguerite de Foix-Candale (1473-1536) x Ludovic II de Saluces

    - Pierre de Foix (1386-1464), cardinal
    - Archambaud de Foix ( + 1419), seigneur de Navailles x Sancia Ximenis de Cabrera
      - Isabelle de Foix x Jean Ier (1400-1479), vicomte de Caraman
        - Jean II de Foix-Caraman (+ 1511), vicomte, puis premier comte de Caraman (voir ci-dessous)

    - Mathieu de Foix (+ 1453), comte de Comminges x 1) Marguerite de Comminges x 2) Catherine de Coarraze
      - 2) Jeanne de Foix x Jean II de Foix-Caraman (+ 1511) comte de Caraman
        - Gaston de Foix-Caraman x Clermontine
          - Jean III de Foix-Caraman x Madeleine de Caupenne
            - Odet de Foix-Caraman x Jeanne d'Orbessan
              - Jeanne de Foix-Caraman x Adrien de Monluc

            - Paul de Foix-Caraman (1528-1584), archevêque de Toulouse

      - 2) Jeanne de Foix x Jean d'Andoins
      - 2) Marguerite de Foix x Antoine de Bonneval
      - (illégitime) Jean-Baptiste de Foix, évêque de Dax et de Comminges

## Personnalités
- Perrart de Grailly, cité plusieurs fois par Jacques Bretel, l'un des héros du tournoi de Chauvency (1285).
- Jean Ier de Grailly (?-1303), sénéchal de Guyenne et fondateur de bastides au profit des Anglais.
- Jean III de Grailly ou Johan III de Grailly (1330-1376), captal de Buch, combattant aux côtés des Anglais pendant la guerre de Cent Ans. Il est l'un des personnages de la série télévisée Thierry la Fronde.
- Jean de Grailly dit Jean de Foix-Candale (c. 1410 – 1485)
- Jean de Grailly, prieur de Münchenwiler (1437-1462), vicaire général de Payerne (1451-1457)[2].
- Claude de Grailly, abbé de Hautcrêt (1484) et prieur de Port-Valais (1489-1492)[2].

## Titres et possessions

### Comté de Genève - Savoie - Pays de Vaud
Liste non exhaustive des possessions tenues en nom propre ou en fief :
- Château de Grilly, à Grilly (XIIe siècle-1455)
- Château de Saint-Gingolph, à Saint-Gingolph (1563-1646)
- Ville-la-Grand (1281-1748)[13]
- Possessions dans les communes de Commugny, Founex, Arnex-sur-Nyon ainsi que pour le château de Rolle[2].

### Gascogne
La branche des Grailly de Gascogne acquit successivement :
Sénéchal de Gascogne en 1266
- le Captal de Buch : ils n’étaient en Gascogne que depuis trois générations quand le mariage Pierre II de Grailly, (vicomte de Benauges et de Castillon[6]) avec Assalide de Bordeaux, dernière héritière des comtes de Bordeaux, leur apporta tous les biens de ces derniers en pays de Buch ;
- le comté de Foix, la vicomté de Béarn et la principauté d'Andorre, par le mariage en 1381 d'Archambaud de Grailly avec la future comtesse Isabelle de Foix ;
- puis en 1479 le royaume de Navarre, par mariage en 1436 de Gaston de Grailly avec l'infante Éléonore, future reine de Navarre. Rois de Navarre de la maison de Grailly :
  - François Ier de Navarre (1479–1483) ;
  - Catherine Ire de Navarre (1483–1517).

Autres possessions tenues en nom propre ou en fief :
- Château de Benauge (Arbis)

### Entre-Deux-Mers, Saintonge et Angoumois
- Joseph de Grailly, seigneur de Sainte-Terre, devient marquis de Génissac et de Touvérac en 1748[8]
- Château de Touvérac, en Angoumois en 1748 (Henry de Grailly, marquis de Génissac et de Touvérac, émigre en 1791[8]).